# シノミクス
シノミクス株式会社（Cinomix）はかつて存在した日本のソフトウェア開発会社。旧名・オープンブック9003。

## 沿革
- 1990年　9003,inc（キューゼロゼロサン）創立。
- 1993年　9003,incが熱帯魚飼育シミュレーター『アクアゾーン』発売。
- 1996年　9003,incがOPeNBooK社と合併し、オープンブック9003となる。
- 1997年　小鳥飼育シミュレーター『Pinna』発売。
- 1998年　『The Tower II』発売。
- 2000年　オープンブック9003より、元OPeNBooKだったスタッフを中心に新会社オープンブック（『The Tower』の著作権を継承）が分離独立。
オープンブック9003は『アクアゾーン』『Pinna』の著作権を存続。
  - 同年7月　シノミクスに社名変更。
- 2002年　『アクアゾーン2』発売（発売元:デジキューブ）。
- 2003年　『アクアゾーン 水中庭園』発売（発売元:フロンティアグルーヴ）。
- 2004年　『アクアゾーンAX』発売（発売元:フロンティアグルーヴ）。
  - 同年10月頃　公式サイトがAZ-TV!（下記リンク）に移行。翌年ドメイン（cinomix.com）喪失。
- 時期不明　フロンティアグルーヴと合併。